# Bancroft (Iowa)
Bancroft es una ciudad situada en el condado de Kossuth, en el estado de Iowa, Estados Unidos. Según el censo de 2000 tenía una población de 808 habitantes.

## Geografía
Según la Oficina del Censo de los Estados Unidos, la localidad tiene un área total de 1,41 km², la totalidad de los cuales corresponden a tierra firme.

## Demografía
Según el censo de 2000, había 808 personas, 339 hogares y 208 familias residiendo en la localidad. La densidad de población era de 573,06 hab./km². Había 372 viviendas con una densidad media de 266,0 viviendas/km². El 95,50% de los habitantes eran blancos, el 0,37% de otras razas, y el 0,12% pertenecía a dos o más razas. El 1,24% de la población eran hispanos o latinos de cualquier raza.
Según el censo, de los 339 hogares, en el 28,6% había menores de 18 años, el 50,7% pertenecía a parejas casadas, el 8,6% tenía a una mujer como cabeza de familia, y el 38,6% no eran familias. El 37,2% de los hogares estaba compuesto por un único individuo, y el 21,8% pertenecía a alguien mayor de 65 años viviendo solo. El tamaño promedio de los hogares era de 2,27 personas, y el de las familias de 2,99.
La población estaba distribuida en un 25,9% de habitantes menores de 18 años, un 6,4% entre 18 y 24 años, un 22,3% de 25 a 44, un 18,3% de 45 a 64, y un 27,1% de 65 años o mayores. La media de edad era 42 años. Por cada 100 mujeres había 82,8 hombres. Por cada 100 mujeres de 18 años o más, había 82,6 hombres.
Los ingresos medios por hogar en la localidad eran de 31.055 dólares ($), y los ingresos medios por familia eran 35.625 $. Los hombres tenían unos ingresos medios de 29.688 $ frente a los 18.929 $ para las mujeres. La renta per cápita para la ciudad era de 15.312 $. El 12,7% de la población y el 9,1% de las familias estaban por debajo del umbral de pobreza. El 17,7% de los menores de 18 años y el 8,6% de los habitantes de 65 años o más vivían por debajo del umbral de pobreza.